# Marcellus (Magister militum)

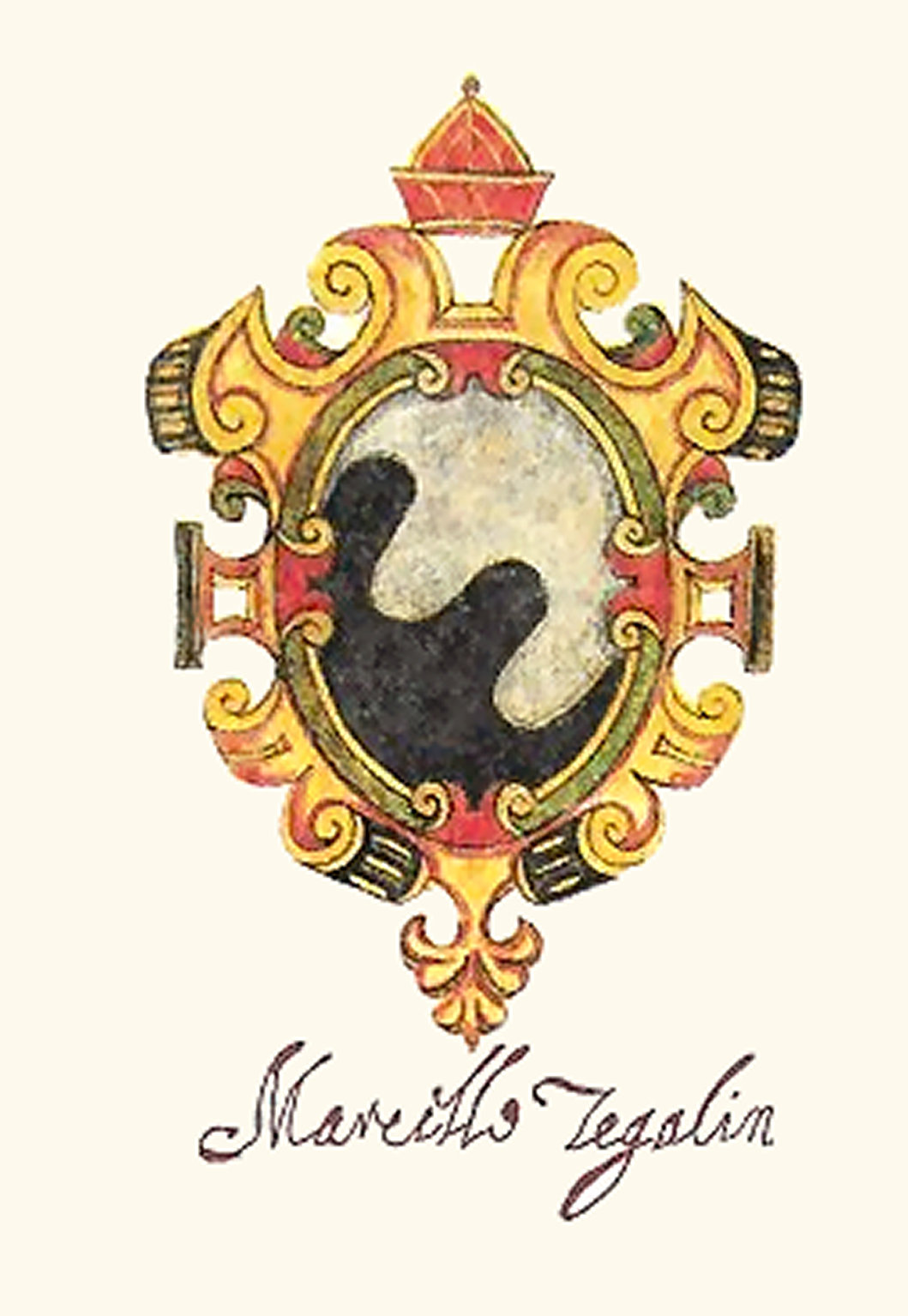
Wappen des „Marcello Tegalin“ nach Vorstellungen des frühen 17. Jahrhunderts. Die Heraldik setzte erst im 3. Viertel des 12. Jahrhunderts ein, später wurden rückblickend auch Wappen an die frühen Dogen vergeben, die nie ein solches Wappen geführt hatten („fanta-araldica“); dies diente dazu, die Familien dieser Epoche mit möglichst frühen Dogen in ein verwandtschaftliches Verhältnis zu setzen, was ihnen Ansehen sowie politischen und gesellschaftlichen Einfluss verschaffte.

Marcellus, früher meist Marcello Tegalliano, auch Marcello Tegalin genannt († angeblich 726 – auch andere Daten wurden genannt – in Heracleia), war nach der staatlich gesteuerten Geschichtsschreibung der Republik Venedig von 717 bis 726 ihr zweiter Doge. Zeitweise galt er gar als Beschützer der Freiheit Venedigs gegen die Langobarden, ähnlich wie Numa Pompilius für Rom.
Seine Historizität ist seit einem Jahrhundert umstritten, nur die venezianische Geschichtsschreibung kannte ihn als Dogen, während er in den frühesten Quellen ab 840 nur als „Marcellus“ erscheint. In diesen Quellen wird er zudem nicht als Dux (Doge) – sieht man von einem an dieser Stelle gefälschten päpstlichen Brief ab –, sondern als „Magister militum“ geführt, als Heermeister, was ihn in die Nähe kaiserlicher Amtsbezeichnungen rückt. Inzwischen gilt er nur noch als Amtsträger in der byzantinischen Provinz Venedig. Infolgedessen wird nunmehr Ursus, für gewöhnlich Orso Ipato genannt, als erster Doge geführt.

## Name
In späteren Geschichtswerken erscheint Marcellus als „Marcello Tegalliano“. Dieser Name ist ein Konstrukt der venezianischen Geschichtsschreibung. Der Namensteil „Tegalliano“ geht wohl auf die Chronisten Nicolò Trevisan und Andrea Dandolo zurück. Zur Stabilisierung derartiger Namen trug oftmals bei, dass sich bedeutende Familien auf den jeweiligen Dogen als Ahnherrn beriefen, in diesem Falle die Familien Fonicalli und Marcello.
In der Dichtung des 17. Jahrhunderts erschien er, etwa bei Lucretia Marinella (1571–1653) in ihrem 1635 bei Gherardo Imberti in Venedig erschienenen, dem Dogen Francesco Erizzo und der Republik Venedig gewidmeten und 1844 erneut aufgelegten L’Enrico ovvero Bisanzio acquistato, unter dem Namen „Marcello Eracliano“. Dabei wurde er als friedliebend und eloquent bezeichnet.
Weniger auf der Linie dieser Staatsgeschichtsschreibung, die bis 1797 strenger Kontrolle unterlag, hielten sich auch die nicht-venezianischen Historiker. Die Benennung als „Marcello Tegalliano“ war dementsprechend 1767 für Marc-Antoine Laugier eine bloße Vereinbarung der venezianischen Historiker, der er die Bezeichnung als „Marcello di Eraclea“ bzw. „Marcel d’Eraclea“ vorzog (häufig fälschlich mit dem modernen Eraclea gleichgesetzt, handelte es sich um das untergegangene Heracleia).

## Hintergrund und Quellen, Datierungen, Terminologie
Über Marcellus gibt es, ähnlich wie bei seinem Vorgänger, so gut wie keine gesicherten Quellenangaben, die seine historische Existenz belegen könnten. Immerhin zwei Quellen nennen einen Magister militum namens Marcellus, von dem spätere Geschichtsschreiber behaupteten, er sei zum Dogen gewählt worden. Gewählt wurde er dieser legendenhaften Überlieferung zufolge nach dem Tod seines Vorgängers im Jahr 717. Doch auch andere, stark abweichende Datierungen werden genannt.
Die beiden wichtigsten Chronisten, nämlich Johannes Diaconus, der seine Chronik um 1000 abfasste, also rund 300 Jahre später, sowie Andrea Dandolo, der noch einmal über 300 Jahre später schrieb, stimmen insofern überein, als sie Marcellus eine Herrschaftsdauer von 20 Jahren und 6 Monaten zuschreiben. Diese Situation erklärt sich leicht dadurch, dass, wie Șerban Marin zeigen konnte, der Teil der Istoria Veneticorum, der die früheste Geschichte der Herrscher über die Lagune beschreibt, nämlich vor 764, erst im frühen 13. Jahrhundert entstanden ist. In dieser Istoria Veneticorum heißt es lapidar: „Anno ab incarnatione Domini DCCXXVII, mortuo Paulitione duce apud civitatem novam, qui ducavit annis XX, mensibus VI, successit Marcellus dux“ (‚Im Jahr seit der Fleischwerdung des Herrn 727, nachdem Paulus Dux in Civita Nova gestorben war, der 20 Jahre und 6 Monate als Doge geherrscht hat, folgt der Doge Marcellus‘).
Als einzige, zeitlich vergleichsweise nahe Quellen, die den ersten Dogen Paulicius und den in der Tradition genannten „zweiten Dogen“ Marcellus explizit nennt, bleibt dementsprechend nur das Pactum Lotharii von 840.
Das Pactum nennt in Abschnitt 26 neben dem (angeblich) ersten Dogen, der dort dux genannt wird, ausdrücklich einen magister militum namens Marcellus. Die beiden hatten demnach mit dem Langobardenkönig Liutprand (712–744), nach Heinrich Kretschmayr zwischen 713 und 716, einen Vertrag abgeschlossen: „De finibus autem Civitatis novae statuimus, ut, sicut a tempore Liuthprandi regis terminatio facta est inter Paulitionem ducem et Marcellum magistrum militum, ita permanere debeat, secundum quod Aistulfus ad vos Civitatinos novos largitus est“. Das Dokument, das die Grenzziehung weit in die langobardische Zeit zurückführt, unterscheidet also sorgsam zwischen einem „dux“ und einem „magister militum“, zwischen „Paulitio“ und „Marcellus“. Dabei glaubte die venezianische Geschichtsschreibung, der Vertrag sei mit dem Langobardenkönig Liutprand (712–744) geschlossen worden, wo es doch in der „terminatio“ nur ‚zur Zeit des Königs Liutprand‘ heißt.
Auch Johannes Diaconus’ Werk erwähnt die beiden Männer mit Bezug auf das besagte Pactum aus dem Jahr 840, doch den Marcellus wieder nur als magister militum. Er sah im ersten Jahr des Kaisers Lothar eine vertragliche Grenzregelung, die ihren Ausgangspunkt zwischen Venezianern und in der Nähe lebenden „subiectos“ des Kaiserreichs genommen hatte. Diese Grenze, zunächst ausgehandelt zwischen Venezianern und kaiserlichen Untertanen („subiectos“), wurde über Jahrhunderte immer wieder von den Franken und den römisch-deutschen Herrschern anerkannt. Daher war es für die venezianische Staatsgeschichtsschreibung so wichtig, dass der Dux und sein Magister militum nicht (mehr) im oströmischen Auftrag handelten, sondern aus eigener Berechtigung einen solchen Vertrag abschlossen, durch den darüber hinaus die Grenze gegen das Königreich Italien Anerkennung fand.

Italien zur Zeit des Langobardenkönigs Agilulf († 615)

Besondere propagandistische Bedeutung hatte die Verlängerung der Unabhängigkeit der Republik möglichst weit zurück in die Vergangenheit. Dies konnte nach außen von Rechtsansprüchen der beiden Kaiserreiche befreien, und zugleich nach innen erweisen, dass die Adelsfamilien der Stadt schon seit jeher Venedig führten. Zugleich zeigte das Ende der anderen Ämter aus römischer und byzantinischer Zeit, dass die Volksversammlung in einer religiösen und militärischen Notsituation den Bruch mit den Traditionen rechtfertigte. Damit knüpften die ältesten Familien zugleich an vor-langobardische Traditionen an.
Die Frage, ob der angebliche zweite Doge überhaupt als solcher betrachtet werden konnte, da er ja diesen Titel nie explizit trug, beschäftigte die fachliche Nachwelt in erheblichem Ausmaß. Dabei hängen die verschiedenen Ämter, die im oströmischen Reich eingerichtet wurden, nämlich diejenigen der Tribunen, der Duces und der Magistri militum, aufs engste miteinander zusammen, ebenso wie das des Exarchen und die Frage nach der Volksversammlung. In Ravenna nämlich richtete Ostrom, um die ab 568 in Oberitalien einwandernden Langobarden zu bekämpfen, ein eigenes Exarchat ein. Der Exarch verfügte über umfassende zivile und militärische Rechte, die ansonsten üblicherweise getrennt gehalten wurden. Die Kontrolle über die einzelnen, häufig isolierten Territorien Italiens erhielten duces oder magistri militum. Dux konnte dabei Ausdruck einer eher zivilen, von dem jeweiligen lokalen Adel abgeleiteten Funktion sein, während der magister militum eher einem militärischen Rang entsprach. Diesen magistri wurden gelegentlich Aufgaben eines dux zugewiesen.
Die ersten Dukate wurden bereits im 6. Jahrhundert eingerichtet, so dass auch Venedig ein solcher Fall gewesen sein könnte, was aus den Quellen allerdings nicht hervorgeht. Es könnte dementsprechend einen Zusammenhang zur Übertragung der Macht von den Tribunen auf die Duces bestehen, was in der späteren Historiographie auch immer wieder behauptet wurde. Da die Geschichtsschreibung der Republik Venedig eine frühe, autonome Volksversammlung eher negierte, ist auch die Entwicklung dieser Institution wenig erforscht. Wahlberechtigt waren nach spätrömisch-byzantinischen Regularien alle bewaffneten Männer, insbesondere der exercitus, das Heer also. Diese Männer bildeten gemeinsam den Kern der Volksversammlung, die als concio generalis oder arengo bezeichnet wurde, eine Versammlung, die wiederum die Dogen wählte. Allerdings taucht die Volksversammlung in einer solchen Funktion explizit erst ab 887 in den Quellen auf, auch wenn die venezianische Historiographie später behauptete, auch die frühesten Dogen seien fast alle von ihr gewählt worden.

## Rezeption und Einbettung in die Historiographie
Für Venedig war die Frage nach dem Ursprung ihres höchsten Staatsamtes und von dessen erstaunlichen Kontinuität von erheblicher Bedeutung, sodass die führenden Gremien, die sowieso größten Wert auf strikte Kontrolle über die Geschichtsschreibung legten, der Frage nach der Bedeutung der ersten Dogen für die Staatsräson und Verfassung, für Souveränität und Grenzverlauf hohen Wert beilegten. Dabei fiel der angebliche zweite Doge in seiner Bedeutung allerdings gegenüber dem ersten weit zurück.

### Bis gegen Ende der Republik Venedig
Die Abfolge der ersten drei Dogen gehörte spätestens mit der Chronik des Dogen Andrea Dandolo (1343–1354), die zur Vorlage zahlreicher weiterer Chroniken wurde, zum Kanon der venezianischen Geschichtsschreibung. Andrea Dandolo berichtet, Paulucius, Marcellus und Ursus, die drei ersten Dogen, seien in Heracliana begraben worden. Bei Andrea Dandolo heißt es, Marcellus habe sieben Jahre und drei Monate das Dogenamt ausgefüllt, jedoch nennt er mit 714 ein abweichendes Jahr. Wiederum andere Zahlen zur Regierungsdauer weist das Chronicon Altinate auf, eine der ältesten erzählenden Quellen Venedigs, wo es heißt: „Marcellus dux, ducavit annos VIIII, et dies XXI“, also 9 Jahre und 21 Tage.
Die hier überaus knappe Cronica di Venexia detta di Enrico Dandolo aus dem späten 14. Jahrhundert, die älteste volkssprachliche Chronik Venedigs, stellt die Vorgänge ebenso wie Andrea Dandolo auf einer in dieser Zeit längst geläufigen, weitgehend von den Dogen beherrschten Ebene dar. Das gilt auch für „Marcelo Tegalian“. Die individuellen Dogen bilden sogar das zeitliche Gerüst für die gesamte Chronik, wie es in Venedig üblich war. Dieser „Marcelo Tegalian“ kam demnach im Jahr „CCCCCCCXIIII“, also im Jahr 714, zur ‚Dogenwürde‘, der „ducali dignitade“. Er war auch nach dieser Chronik ein ‚Liebhaber des Friedens‘ („amador de paxe“), wie er schon bei Dandolo ein „pacis amator“ war. Er wurde in dieser Chronik allerdings nach einer Herrschaft von 7 Jahren, 3 Monaten und 5 Tagen Dauer in derselben Stadt beigesetzt wie sein Vorgänger, „abiando ducado anni VII, mexi III, dì V“. Nur in der Herrschaftsdauer weicht diese Chronik also von Dandolos Angaben geringfügig ab, nämlich um fünf Tage.
Pietro Marcello meinte 1502 in seinem später ins Volgare unter dem Titel Vite de'prencipi di Vinegia übersetzten Werk, „Marcello Tegaliano Doge II.“ „fu creato Prencipe“ (‚wurde zum Dogen gemacht‘), und zwar „con tutte le voci“, also einstimmig. Dies sei im Jahr „DCCXVII“ geschehen, also im Jahr 717. Er sei ein Mann von „mirabil pietà“ (‚wunderbarer Frömmigkeit‘) gewesen, der sich aber auch am Krieg erfreut hätte, doch habe er keine Gelegenheit gefunden, während seiner neunjährigen Amtszeit einen Krieg zu führen.
Nach der Chronik des Gian Giacomo Caroldo, die bis 1532 entstand, kamen ‚die Einwohner der Inselchen‘ in der Lagune, die „habitatori delle [dette] Venete isolette“, nach dem Tod des (angeblichen) Dogen Paulicius, des „Paoluccio Anafesto“, in Heraclea zusammen, und machten aus „Marcello“ den neuen Dogen („creorono Duce Marcello“). Dieser sei ein „huomo assai utile alla Republica“, ein ‚der Republik sehr nützlicher Mann‘ gewesen. Zu dieser Zeit sei Antonio, ein Mann aus Padua, Patriarch von Grado gewesen. Dieser sei zunächst Mönch, dann Abt des Klosters „Santa Trinità di Brondolo di San Benedetto“ gewesen, und er habe die Kirche von Irrtümern und Häresien freigehalten. Marcellus, und damit erschöpft sich das Wissen über ihn bereits, sei nach 9 Jahren und 21 Tagen der Herrschaft gestorben und in Heraclea beerdigt worden.
Francesco Sansovino († 1586) widmete dem Dogen nur zwei Hinweise, nämlich einen auf seinen Geburtsort und einen auf die Streitigkeiten zwischen den Patriarchen von Aquileia und Grado, die er äußerst knapp skizziert.
Heinrich Kellner vermittelt einen etwas anderen Eindruck von Marcellus. Er schreibt in seiner Chronica das ist Warhaffte eigentliche vnd kurtze Beschreibung, aller Hertzogen zu Venedig Leben von 1574: „Dieser [Marcellus Tegalianus]/ wie man findet / ist ein sehr gottfürchtiger Mann / unnd eines hohen Verstandes gewesen / hat auch Lust gehabt zu kriegen. Aber doch dieweil er kein Ursach gehabt hat / ein Krieg anzufahen / und also sein gantze Regierung friedlich hinbracht / ist er gestorben / da er neun jar im Herzogthumb gewesen war.“ Dabei bezieht er sich ausdrücklich auf „den Sabellicum“, also Marcantonio Sabellico.

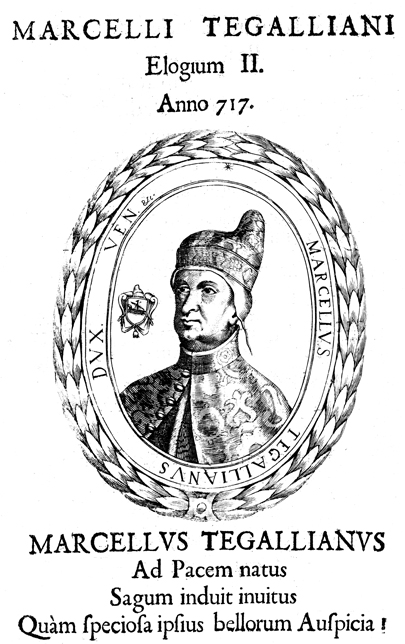
Leone Matina: Phantasieporträt des Dogen in der wohl ersten gedruckten Porträtserie aller bis dahin anerkannten Dogen, dem Ducalis regiae lararium von 1659

Alessandro Maria Vianolis Historia Veneta von 1680 (Bd. 1), die sechs Jahre später auf Deutsch erschien, versucht den Lesern zu verdeutlichen, dass es seine „guten Verrichtungen, welche die Grentz-Scheidung/ so die Venetianer mit Luitprando , der Lombarder König/gehabt/betroffen/ihm die Zuneigung und Wohlgewogenheit der gantzen Burgerschafft erworben“ habe. Der „Burger von Eraclea“, der das Amt angetreten habe, habe einen „hohen Verstand“ und eine „Weisheit / gleich wie zu des Königs Salomonis Zeiten“ besessen. So kamen nicht nur die Jesolaner, sondern auch „viel ausländisch-streitende Parteyen Hauffen-weis mit Geschenck und Gaben zu ihm gelauffen“. Sie hofften auf „kluge Rathgebungen“, um „ihren Zwiespalt beyzulegen“. Darüber hinaus habe er „viel herzliche Gesetze und Statuten / welches die stärckeste Mauern und allerbeste Besatzungen einer wohl-bestellten Republic seynd“, erlassen. Zudem sei der Streit zwischen Aquileia und Grado „verglichen worden“. Dabei seien dem Candiano, „als dem ersten / die Kirchen / so in der Herrschafft Venedig und Istria gelegen/zugefallen/dem Severo aber/ als Patriarchen von Aquileja, alle die noch übrig andere verblieben seynd“. Einen Krieg zu führen hat er „anzufangen niemalen keine rechtmässige Ursach haben noch finden können“. Er sei, nachdem er „9. Jahr und 21. Tag den Hertzoglichen Stul besessen / in grosser Ruhe entschlaffen“.
1687 glaubte Jacob von Sandrart in seinem Werk Kurtze und vermehrte Beschreibung Von Dem Ursprung / Aufnehmen / Gebiete / und Regierung der Weltberühmten Republick Venedig, „Marcellus Tegalianus Heracleanus“, sei ein „gütiger und verständiger Herr“ gewesen, er habe neun Jahre friedlich geherrscht. Als einzige historische Mitteilung zu seiner Herrschaftszeit vermerkt der Autor: „Zu seiner Zeit ward der Sitz des Patriarchen nach Aquileja versetzet.“
1697 wusste die Cronica Veneta des Pietro Antonio Pacifico gleichfalls, dass „Marcello Tegalliano Doge II.“, bevor er in seinem Heimatort Eraclea starb, „in gouerno noue Anni, e giorni ventiuno“ war. 1736 weiß die Cronaca Veneta, dass „Marcello Tegalliano“ nicht nur genau für die besagte Zeit regiert habe, sondern darüber hinaus, dass er einstimmig gewählt worden sei („con tutte le voci fu eletto Principe“). Diese Regierungsdauer, die bereits im Chronicon Altinate erscheint, wurde von Johann Heinrich Zedler 1739 ebenso übernommen, wie dies Johann Hübner in seinem Werk Kurtze Fragen aus der Politischen Historia bereits 1699 getan hatte. Dieser bevorzugte allerdings als Datum der ersten Dogenwahl das Jahr 709. Er sah das Ende der Herrschaft des ersten Dogen im Jahr 717, das Ende für „Marcellinus Tegalianus“ wieder im Jahr 726.

### Historisch-kritische Darstellungen
Auch Johann Friedrich LeBret konstatiert, „Marcel … war ebenfalls von Heraklea gebürtig“. Er habe versucht, „sorgfältig in die Fußtapen seines Vorgängers zu treten“. „Mit den Langobarden beobachtete er die größte Mäßigung“ (S. 94), weil dies „den gründlichen Nutzen seines Staates mit sich führe“, doch beschäftigte ihn Aquileia „vorzüglich“. Diesen Streit bezeichnet der Autor als „berüchticht“, und „die Päpste flohen allen Umgang mit diesen Patriarchen“. „Endlich brachte es Sergius im Jahre 698 so weit, daß Peter von Aquileja in dieser Stadt eine Synode anstellte, auf welcher sich endlich die schismatischen Bischöfe zur Verdammung der drey Capitel verstunden“ (vgl. Dreikapitelstreit). Es sollte geklärt werden, wer von den beiden Patriarchen den Vorrang haben sollte, zumal der von Grado sich gelegentlich einen Patriarchen von Aquileia genannt habe. „Unter Aquileja stand das ganze mittelländische Venetien, welches damals in den Händen der Langobarden war. Grado hatte Istrien und die Seeprovinz von Grado an bis Capo d’Argine unter seinem Hirtenstabe“ (S. 94 f.). Da zwischen den Klerikern keine Einigung zu erzielen war, wandte man sich an Papst Gregor II. „und dieser entschied den Streit zum Vortheile von Grado“. Einen entsprechenden Brief erhielt Serenus von Aquileia ebenso wie „Aemilian“ von Grado (Emilianus von Grado). Doch der Nachfolger des Serenus, Calixtus, verübte „die größte Gewaltthätigkeit“ gegen Grado, „und wenn Marcellus den Geist und die Macht seiner Nachfolger gehabt, so hätte er diese unruhigen Patriarchen von Aquileja schon damals mit größerem Ernste in die gehörigen Schranken gesetzet“. Aber „der Samen der Zwietracht währete noch über hundert Jahre“. Marcellus konnte, so LeBret, nicht eingreifen, weil er den mächtigen König „Luitprand“ nicht gegen sich „verbittern“ wollte. Auch Papst Gregor II. habe dem  „Serenus das Pallium allein aus Achtung für den mächtigen König Luitprand“ erteilt. „Grado selbst, so wie Istrien, stand zu den Zeiten des Marcellus noch unter der Bothmäßigkeit des griechischen Reiches. Wie hätte sich Marcellus in Sachen mischen sollen, die andern Regenten zustunden?“ Diese Umstände, so der Autor, konnten „die Staatskunst“ des Marcellus „rechtfertigen“.

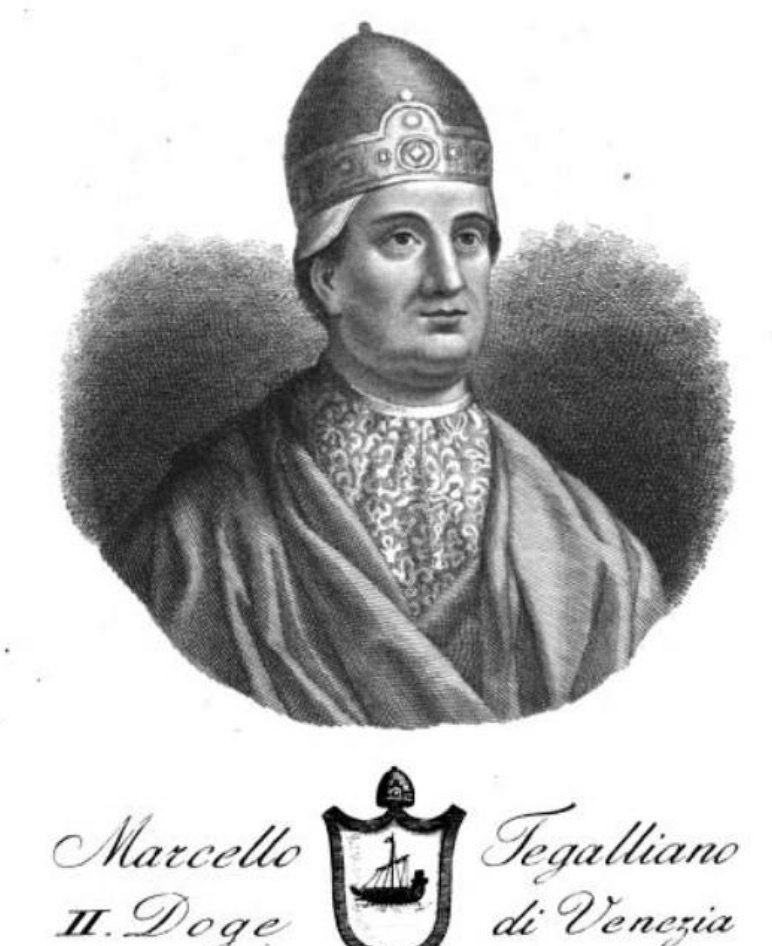
Abbildung aus Serie dei Dogi di Venezia intagliati in rame da Antonio Nani, Venedig 1840; das Phantasieporträt entstand vor 1834

Wie seine Vorgänger stark an historiographische Konventionen gebunden, so schrieb auch Francesco Zanotto in seinem Werk Il Palazzo ducale di Venezia von 1861, die „cittadini“, die ‚Bürger‘, hätten sich erneut in Eraclea versammelt, um einen Nachfolger für den Dogen „Anafesto“ zu bestimmen. Hinter Marcellus hätten sich demnach die Anhänger versammelt, dem schon der Doge den Auftrag erteilt habe, den Grenzvertrag mit den Langobarden auszuhandeln. Andere Historiker hingegen, so der Autor, würden über die Umstände schweigen, erzählten nur, Marcellus sei von größter Güte gewesen („bontà“), sei ein neuer Numa gewesen, habe den Frieden gewahrt, Gesetze erlassen, Festungswerke an den Flussmündungen errichten, die Inseln durch Boote gegen Piraten verteidigen lassen. Die wichtigste Handlung seiner Herrschaft sei jedoch gewesen, dass er den Patriarchen von Grado, Donato, verteidigt habe. Dieser sei erneut von Sereno, dem Patriarchen von Aquileia, angegriffen worden. Sereno habe im Kampf um seine geistlichen Rechte das Land verwüstet. Nach Zanotto genügte ein Brief an Papst Gregor II., um diesem Tun ein Ende zu setzen, denn der Papst untersagte Sereno Angriffe auf das Donato unterstellte Land. Marcellus, so der Autor, habe 9 Jahre und 20 Tage geherrscht und sei in Eraclea beigesetzt worden.
Einen Höhepunkt der Spekulation nach Jahrhunderten der historischen Phantasie stellt das Werk August Friedrich Gfrörers († 1861) dar. Er glaubte in seiner 1872 posthum erschienenen Geschichte Venedigs von seiner Gründung bis zum Jahre 1084, nach dem Tod des (angeblich) ersten Dogen: „In die Würde des Verstorbenen trat nunmehr Marcellus, der bisherige Magister militum, als zweiter Doge See-Venetiens ein.“ Liutprand habe während dessen Regierungszeit den Plan entworfen, „die Griechen gänzlich aus Italien zu vertreiben.“ Für den Patriarchen von Aquileia, dessen Amtssitz im Langobardenreich lag, habe er erstmals die Verleihung des Palliums erreicht, das seinen Vorgängern ausnahmslos verweigert worden sei. Diese Anerkennung als Patriarch geschah also auf Antreiben des Langobardenkönigs. Auf diesem Wege habe er versucht, das seit langem abgezweigte Patriarchat Grado für sein Reich zu gewinnen „und See-Venedig der lombardischen Krone zu unterwerfen“. Doch nun warnte, auf Initiative der Venezianer, Papst Gregor II. (715–731) den Patriarchen Serenus im Jahr 723, seine Übergriffe gegen Eigentum Grados fortzusetzen. Die Anerkennung von dessen Rechten sei schließlich die Bedingung für die Übereignung des Palliums gewesen. Zudem führt Gfrörer einen zweiten Brief an, in dem er dem Patriarchen von Grado und „Herzog Marcellus“ sowie den übrigen Gemeinden „See-Venetiens“ Schritte Roms gegen Serenus ankündigt. Gfrörer akzeptiert ausdrücklich die Herrschaftszeit des Marcellus mit den Jahren 717 bis 726. Der Passus mit dem Herzogstitel erwies sich im Übrigen später als bloße Interpolation.

### Umdeutung zum byzantinischen Magister militum (von Istrien, auch Ravenna)

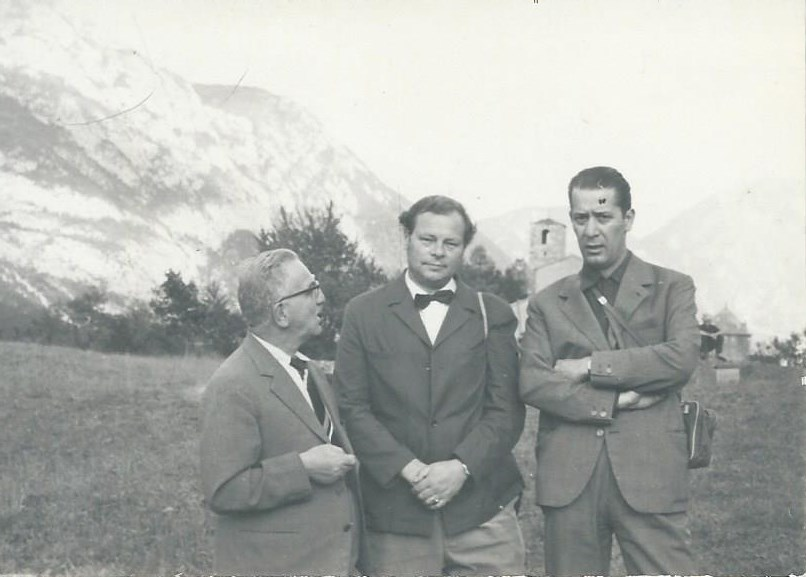
Carlo Guido Mor, Joachim Werner, Amelio Tagliaferri, 1962